# Línea Lyman-alfa

Línea Lyman-alfa

En físicas, la línea Lyman-alfa,  a veces escrita como línea Ly-α , es una línea espectral de hidrógeno, o más generalmente de de iones de un electrón, en la serie de Lyman, emitida cuando el electrón cae del orbital n = 2 al orbital n = 1, donde n es el número cuántico principal. En hidrógeno, su longitud de onda de 1215,67 angstroms (121,567 nm o 1,21567×10−7 m), correspondiendo a una frecuencia de 2,47×1015 hertz, coloca la línea Lyman-alfa en la parte ultravioleta de vacío del espectro electromagnético, el cual está absorbido por aire. Por lo tanto, la astronomía Lyman-alfa normalmente debe llevarse a cabo con instrumentos satelitales, a excepción de fuentes extremadamente distantes cuyos desplazamientos al rojo permiten que la línea de hidrógeno penetre en la atmósfera.
Debido a las perturbaciones de estructura fina, la línea Lyman-alfa se divide en un doblete con longitudes de onda 1215,668 y 1215,674 angstroms. Específicamente, debido a la interacción espín-órbita del electrón, los estados propios estacionarios del Hamiltoniano perturbado deben estar marcados por el momento angular total j del electrón (espín más orbital), no solo por el momento angular orbital l. En el orbital n = 2, hay dos estados posibles, j =12 y j =32, resultando en un doblete espectral. La j =32 El estado es de mayor energía (menos negativo) y, por lo tanto, está más alejado energéticamente del orbital n = 1 al que está haciendo la transición. Por lo tanto, la j =32 El estado se asocia con la línea espectral más enérgica (longitud de onda más corta) en el doblete.
La línea espectral menos energética se ha medido en 2466061413187035 (10) Hz, o 1215,673123130217 (5) Å.  La línea también se ha medido en antihidrógeno.
Una línea K-alfa, o Kα, análoga a la línea Lyman-alfa para el hidrógeno, ocurre en los espectros de emisión inducida de alta energía de todos los elementos químicos, ya que resulta de la misma transición electrónica que en el hidrógeno. La ecuación para la frecuencia de esta línea (generalmente en el rango de rayos X para elementos más pesados) utiliza la misma frecuencia base que Lyman-alfa, pero multiplicada por un factor (Z - 1) 2 para tener en cuenta los diferentes números atómicos (Z) de elementos más pesados, según se aproxima a la ley de Moseley.
La línea Lyman-alfa se describe más sencillamente mediante las soluciones {n, m} = {1,2 ...} de la fórmula empírica de Rydberg para la serie espectral Lyman del hidrógeno. (La frecuencia de Lyman-alfa se produce multiplicando la frecuencia de Rydberg para la masa atómica de hidrógeno, RM (ver constante de Rydberg), por un factor de (11)2 - (12)2 = 34.) Empíricamente, la ecuación de Rydberg está a su vez modelada por el modelo de Bohr semiclásico del átomo.